# Guzzini Challenger 2005
Il Guzzini Challenger 2005 è stato un torneo di tennis facente parte della categoria ATP Challenger Series nell'ambito dell'ATP Challenger Series 2005. Il torneo si è giocato a Recanati in Italia dal 25 al 31 luglio 2005 su campi in cemento.

## Vincitori

### Singolare
Davide Sanguinetti ha battuto in finale  Daniele Bracciali con il punteggio di 6–4, 4–6, 6–3

### Doppio
Uros Vico /  Lovro Zovko hanno battuto in finale  Farruch Dustov /  Evgenij Korolëv che si sono ritirati sul punteggio di 7–6(2), 4-3